# Dark Water (película de 2002)
Dark Water (仄暗い水の底から, Honogurai Mizu No Soko a Kara) (conocida como Agua turbia en México y Aguas oscuras en Perú) es una película de terror y misterio japonesa de 2002, dirigida por Hideo Nakata y basada en la novela Honogurai Mizu No Soko A Kara (literalmente, En las profundidades del agua oscura) de Kōji Suzuki.

## Argumento
Yoshimi Matsubara, en medio de una mediación de divorcio, alquila un apartamento en ruinas para vivir con su hija Ikuko, a quien inscribe en un jardín de infancia cercano mientras ella consigue trabajo como correctora de borradores en una pequeña editorial. Cuando descubre una gotera en el techo de su apartamento empeora a diario, Matsubara se queja con el superintendente del edificio, pero él no hace nada para solucionarlo y cuando intenta ponerse en contacto con el apartamento de arriba no obtiene respuesta.
Pronto comienzan a suceder una serie de sucesos extraños: una mochila roja reaparece sin importar cuántas veces Yoshimi intente deshacerse de ella, cabello sale desde el agua del grifo y Yoshimi ve constantemente en el edificio a una misteriosa niña de su edad, con larga cabellera y vestida con un impermeable amarillo. Estas situaciones, combinado a sus obligaciones laborales, comienzan a generar problemas para la madre que rápidamente la hacen desarrollar un cuadro de estrés que Reaviva en ella el recuerdo de haber sido abandonada en su infancia; sumando a lo anterior el que regularmente llega tarde a recoger a Ikuko a la escuela y su exmarido comienza a presionar para intentar llevarse a Ikuko.
Yoshimi descubre un folleto de una niña desaparecida llamada Mitsuko Kawai, que había asistido al mismo jardín de infancia que Ikuko pero desapareció hace aproximadamente un año. Mitsuko Vestía el día de su desaparición un impermeable amarillo y llevaba una mochila roja, descubriendo que el apartamento de arriba es la última dirección conocida de la familia de Mitsuko.
Un día, Yoshimi encuentra a Ikuko en el apartamento de arriba y descubre que los grifos estaban abiertos y han inundado toda la unidad. Yoshimi decide mudarse, pero su abogado Argumenta que esto debilitaría sus posibilidades de mantener la custodia de Ikuko, por ello habla con el superintendente, quien accede a solucionar el problema. 
Tras reparar el techo, las cosas aparentemente vuelven a la normalidad hasta un día en que Yoshimi descubre que la mochila roja ha reaparecido mientras su hija se baña. Revisando el edificio, llega hasta la azotea del edificio, donde descubre que el tanque de agua fue abierto para una inspección hace un año, el mismo día en que Mitsuko desapareció. Una visión le muestra cómo es que ese día la mochila de Mitsuko cayó dentro del tanque abierto y ella se ahogó intentando recuperarla. Mientras tanto, el fantasma de la niña intenta ahogar a Ikuko en la bañera.
Yoshimi regresa rápidamente hasta su apartamento, donde encuentra a Ikuko inconsciente, por lo que mientras que le promete que siempre se quedará con ella y nadie las separará, la carga e intenta llegar al ascensor para huir del edificio mientras una figura infantil la persigue. Al momento en que la puerta del ascensor se cierra, descubre que la figura que la persigue es, de hecho, su propia hija y a quién está cargando en realidad es a Mitsuko, que ahora reclama a Yoshimi como su madre en un torrente de agua. La mujer comprende que el fantasma no la dejará ir y, con Ikuko mirando con lágrimas en los ojos, se sacrifica y se queda en el ascensor para apaciguar el espíritu de Mitsuko. Ikuko corre hacia el piso, el ascensor se detiene, pero cuando se abren las puertas, sale una inundación de agua sucia sin señales de haber alguien en su interior.
Diez años más tarde, Ikuko, ahora en un estudiante de preparatoria, visita el edificio actualmente en ruinas, donde descubre que su madre aún vive en el antiguo apartamento, que se ve extrañamente limpio y habitado. Yoshimi, que luce de la misma edad que el día en que desapareció, sostiene una conversación con su hija asegurándole que mientras Ikuko esté bien, ella es feliz. La muchacha suplica a su madre que le permita vivir nuevamente con ella, ya que su padre se ha vuelto a casar y la considera una indeseable en su hogar, pero cuando Mitsuko aparece detrás de Ikuko, la asustada mujer se disculpa argumentando que no pueden estar juntas y la insta a abandonar rápidamente el edificio. Ikuko gira pero no ve a nadie y cuando se da la vuelta, Yoshimi también ha desaparecido, comprendiendo que con quien realmente ha estado hablando era el espíritu de su madre.

## Estrenos
Las fechas siguientes son en los lugares de diferentes estrenos en cada país: 
| País           | Estreno                                                                         |
| -------------- | ------------------------------------------------------------------------------- |
| Japón          | 19 de enero de 2002                                                             |
| Germany        | 7 de febrero de 2002 (Berlin International Film Festival)                       |
| Bélgica        | 22 de marzo de 2002 (Brussels International Festival of Fantasy Films)          |
| Singapur       | 6 de junio de 2002                                                              |
| Austria        | 8 de junio de 2002 (Sydney Film Festival)                                       |
| Estados Unidos | 27 de junio de 2002 (Moscow Film Festival)                                      |
| Taiwán         | 26 de julio de 2002                                                             |
| UK             | 17 de agosto de 2002 (Edinburgh International Film Festival)                    |
| Malasia        | 19 de septiembre de 2002                                                        |
| Finlandia      | 22 de septiembre de 2002 (Helsinki International Film Festival)                 |
| España         | 8 de octubre de 2002 (Sitges Film Festival)                                     |
| Polonia        | 10 de octubre de 2002 (Warsaw Film Festival)                                    |
| UK             | 27 de octubre de 2002 (Raindance Film Festival)                                 |
| España         | 4 de noviembre de 2002 (Semana de Cine Fantástico y de Terror de San Sebastián) |
| Francia        | 26 de enero de 2002 (Gerardmer Film Festival)                                   |
| Sweden         | 9 de noviembre de 2002 (Uppsala Horror Film Festival)                           |
| Estados Unidos | 9 de noviembre de 2002 (AFI Film Festival)                                      |
| Sweden         | 16 de noviembre de 2002 (Stockholm International Film Festival)                 |
| Francia        | Enero de 2003 (Gérardmer Film Festival)                                         |
| España         | 14 de febrero de 2003                                                           |
| Corea del Sur  | 21 de febrero de 2003                                                           |
| Francia        | 26 de febrero de 2003                                                           |
| Estados Unidos | 6 de abril de 2003 (Philadelphia International Film Festival)                   |
| Países Bajos   | 13 de abril de 2003 (Fantastic Film Festival)                                   |
| Bélgica        | 23 de abril de 2003                                                             |
| Rusia          | 15 de mayo de 2003                                                              |
| Irlanda        | 6 de junio de 2003                                                              |
| UK             | 6 de junio de 2003                                                              |
| Finlandia      | 11 de julio de 2003 (Midnight Movie Madness)                                    |
| Dinamarca      | 26 de julio de 2003 (J-horror cavalcade)                                        |
| Filipinas      | 30 de julio de 200 (Manila)                                                     |
| Sweden         | 6 de agosto de 2003 (Estreno en DVD)                                            |
| Germany        | 15 de agosto de 2003 (Hamburg Fantasy Filmfest)                                 |
| Filipinas      | 20 de agosto de 2003 (Dávao)                                                    |
| Finlandia      | 29 de agosto de 2003 (Estreno en DVD)                                           |
| Germany        | 4 de septiembre de 2003 (video premier)                                         |
| Corea del Sur  | 19 de septiembre de 2003 (Megabox Japan Film Festival)                          |
| Dinamarca      | 10 de octubre de 2003                                                           |
| Noruega        | 16 de octubre de 2003 (Bergen International Film Festival)                      |
| Noruega        | 22 de octubre de 2003 (Estreno en DVD)                                          |
| España         | 29 de octubre de 2003 (Estreno en DVD)                                          |
| Polonia        | 21 de noviembre de 2003                                                         |
| Turquía        | 5 de diciembre de 2003                                                          |
| Romania        | 5 de marzo de 2004                                                              |
| Argentina      | 3 de marzo de 2005 (video premier)                                              |
| Estados Unidos | 21 de junio de 2005 (Estreno en DVD)                                            |
| Perú           | 18 de agosto de 2005                                                            |
| México         | 13 de octubre de 2005 (Estreno en DVD)                                          |
| Hungría        | 30 de noviembre de 2005                                                         |

## Reparto
- Rie Inou
- Danielle Harris
- Moneca Stori
- Fumiyo Kohinata

## Premios y nominaciones
| Año  | Premio                     | Categoría                          | Candidato    | Resultado |
| ---- | -------------------------- | ---------------------------------- | ------------ | --------- |
| 2002 | BIFFF                      | Cuervo de plata                    | Hideo Nakata | Ganador   |
| 2002 | BiFan                      | Premio a la elección del jurado    | Hideo Nakata | Ganador   |
| 2002 | Festival de Cine de Sitges | Mención especial                   | Hideo Nakata | Ganador   |
| 2002 | Festival de Cine de Sitges | Mejor película                     | Hideo Nakata | Nominado  |
| 2003 | Gérardmer Film Festival    | Gran premio                        | Hideo Nakata | Ganador   |
| 2003 | Gérardmer Film Festival    | Premio de la crítica internacional | Hideo Nakata | Ganador   |
| 2003 | Gérardmer Film Festival    | Gran Premio del Jurado Joven       | Hideo Nakata | Ganador   |
| 2004 | SIYAD                      | Mejor película extranjera          | Dark Water   | Nominado  |

## Distribuidora
En México, lo distribuye Quality Films, mientras que en Japón lo distribuye Toho Company Ltd.

## Remake
Una nueva versión estadounidense de la película, dirigida por Walter Salles y protagonizada por Jennifer Connelly, fue lanzada el 8 de julio de 2005.